# Tỉnh Tân Cương, Trung Hoa Dân Quốc
Tỉnh Tân Cương (Xinjiang (tiếng Trung: 新疆省; bính âm: Xīnjiāng Shěng) hay Sinkiang) là một tỉnh danh nghĩa của Trung Hoa Dân Quốc không có chức năng hành chính. Được thành lập lần đầu tiên như một tỉnh vào năm 1884 bởi nhà Thanh, nó đã được thay thế vào năm 1955 bởi Khu tự trị Duy Ngô Nhĩ Tân Cương của Cộng hòa Nhân dân Trung Hoa. Chính quyền tỉnh ban đầu đã được chuyển đến Đài Bắc với tên gọi là Văn phòng Chính quyền Tỉnh Tân Cương (新疆省政府辦事處) cho đến khi giải thể vào năm 1992.

## Hành chính
Tỉnh này thừa hưởng biên giới của tỉnh thời nhà Thanh, giáp với Kansu, Tsinghai, Nội Mông, Tây Tạngvà các quốc gia Liên Xô, Afghanistan, Ấn Độ và Pakistan. Các ranh giới được tuyên bố của tỉnh bao gồm toàn bộ Tân Cương ngày nay và một số phần của Mông Cổ, Tajikistan, Afghanistan và Pakistan.
| Lịch sử Tân Cương                                                                                          | Lịch sử Tân Cương |
| --- | ----------------- |
| Thời kỳ sơ khaiHung Nô • Tiên Ti • Nhu Nhiên                                                               |                   |
| Tây Vực (Cao Xương • Lâu Lan Khotan • Shule • Kucha • Karasahr)                                            |                   |
| Các hãn quốc Türk-Mông CổGöktürk 552–744 ∟ Tây Türk 581–657 An Tây đô hộ phủ 640–790 Thổ Phồn 670–842      |                   |
| Uyghur 744–840                                                                                             |                   |
| Kara-Khanid 840–1212 Qocho 843–1132 Tây Liêu 1124–1218                                                     |                   |
| Đế quốc Mông Cổ 1218–1266 Hãn quốc Chagatai 1225–1705 ∟ Moghulistan 1347–1462 ∟ Hãn quốc Yarkent 1514–1705 |                   |
| Hãn quốc Dzungar 1634–1758                                                                                 |                   |
| Tân Cương Nhà Thanh 1759–1911 Yettishar 1865–1878                                                          |                   |
| Trung Hoa Dân Quốc 1912–1949 Cộng hòa Đông Turkestan 1933–1934 Đệ nhị Cộng hòa Đông Turkestan 1944–1949    |                   |
| Cộng hòa Nhân dân Trung Hoa 1949–nay ∟ Khu tự trị Uyghur Tân Cương 1955–nay                                |                   |
| Xem thêm Người Uyghur • Hồi giáo tại Tân Cương Chính phủ lưu vong Đông Turkestan                           |                   |
| x t s |                   |

## Lịch sử
Năm 1912, nhà Thanh bị thay thế bởi Trung Hoa Dân Quốc. Viên Đại Hoa, tổng đốc nhà Thanh cuối cùng của Tân Cương, đã bỏ trốn. Một trong những cấp dưới của ông, Dương Tăng Tân, đã nắm quyền kiểm soát tỉnh này và gia nhập Trung Hoa Dân Quốc trên danh nghĩa vào tháng 3 cùng năm. Thông qua các mánh khóe chính trị và sự cân bằng khéo léo của các nhóm cử tri dân tộc hỗn hợp, Dương Tăng Tân vẫn duy trì quyền kiểm soát Tân Cương cho đến khi bị ám sát vào năm 1928 sau cuộc Bắc phạt của Quốc dân đảng.
Khởi nghĩa Cáp Mật và các cuộc khởi nghĩa khác chống lại người kế nhiệm là Kim Thụ Nhân (金樹仁) đã diễn ra vào đầu thập niên 1930 trên khắp Tân Cương, với sự tham gia của người Duy Ngô Nhĩ cùng các sắc dân Đột Quyết khác, cũng như người Hồi. Kim Thụ Nhân đã chiêu mộ Bạch Vệ để đàn áp cuộc nổi loạn. Tại vùng Kashgar vào ngày 12 tháng 11 năm 1933, Cộng hòa Đông Turkestan đã tuyên bố thành lập, sau khi có những tranh luận về việc quốc hiệu nên là "Đông Turkestan" hay "Uyghuristan. Sư đoàn 36 của người Hồi Quốc dân đảng (Quốc Quân Cách mạng) đã tiêu diệt quân đội của Đệ nhất Cộng hòa Đông Turkestan trong Trận Kashgar (1934), nước Cộng hòa chấm dứt tồn tại sau khi quân Hồi hành quyết hai Emir của Cộng hòa là Abdullah Bughra và Nur Ahmad Jan Bughra. Liên Xô đã xâm lược Tân Cương vào năm 1934. Trong Chiến tranh Tân Cương (1937), toàn bộ tỉnh nằm dưới quyền kiểm soát của quân phiệt Tây Bắc Thịnh Thế Tài(盛世才), ông cai quản Tân Cương trong một thập niên sau đó với sự ủng hộ mật thiết từ Liên Xô.Năm 1944, Tổng thống và Thủ tướng Trung Quốc, Tưởng Giới Thạch, được Liên Xô thông báo về ý định gia nhập Liên Xô của Thịnh Thế Tài, đã quyết định chuyển ông từ Tân Cương đến Trùng Khánh làm Bộ trưởng Bộ Nông Lâm. Hơn một thập kỷ thời đại của Sheng đã kết thúc. Tuy nhiên, một nước Cộng hòa Đông Turkestan thứ hai do Liên Xô hậu thuẫn đã được thành lập trong thời gian ngắn vào năm đó, tồn tại cho đến năm 1949 tại nơi hiện là Châu tự trị Kazakh Ili (các quận Ili, Tarbagatay và Altay) ở phía bắc Tân Cương.
Trong cuộc nổi loạn Ili, Liên Xô đã hỗ trợ những người ly khai Duy Ngô Nhĩ để thành lập Cộng hòa Đông Turkestan (ETR) tại khu vực Ili trong khi phần lớn Tân Cương nằm dưới sự kiểm soát của Trung Hoa Dân Quốc. Năm 1946, chính quyền Trung Hoa Dân Quốc và ETR đã đồng ý thành lập Chính phủ liên minh tỉnh Tân Cương, mặc dù nó đã sụp đổ ngay sau đó vào năm 1947. Quân Giải phóng Nhân dân tiến vào Tân Cương năm 1949 và chỉ huy Quốc dân đảng Đào Trí Dược đã đầu hàng và bàn giao tỉnh này cho họ. Chính quyền tỉnh ban đầu được chuyển đến Đài Bắc với tên gọi là Văn phòng Chính quyền Tỉnh Tân Cương (新疆省政府辦事處) để tượng trưng cho tuyên bố chủ quyền của Trung Hoa Dân Quốc đối với tỉnh này; cuối cùng nó đã bị giải thể vào năm 1992.

## Nhân khẩu
| Nhóm sắc tộc | Dân số ước tính 1933 |
| ------------ | -------------------- |
| Hán          | 202,239 (5.41%)      |
| Uyghurs      | 2,900,173 (77.75%)   |
| Kazakhs      | 318,716 (8.55%)      |
| Hui          | 92,146 (2.47%)       |
| Kyrgyz       | 65,248 (1.75%)       |
| Mongols      | 63,018 (1.69%)       |
| Taranchis    | 41,307 (1.11%)       |
| Nga          | 13,408 (0.36%)       |
| Sibes        | 9,203 (0.25%)        |
| Tajiks       | 8,867 (0.24%)        |
| Uzbeks       | 7,966 (0.21%)        |
| Tatars       | 4,601 (0.12%)        |
| Solons       | 2,489 (0.07%)        |
| Manchus      | 670 (0.02%)          |
| Tổng         | 3,730,051            |

## Danh sách các tỉnh trưởng
Không đảng phái/ Không rõ       Quân phiệt       Liên hiệp Nhân dân Phản Đế       Kuomintang (chủ nghĩa dân tộc)

### Chủ tịch Chính quyền Tỉnh (thời kỳ Đại lục)
| STT | Chân dung | Tên (Sinh–Mất)                                   | Thời gian tại nhiệm | Thời gian tại nhiệm | Đảng phái chính trị                   |
| --- | --- | ------------------------------------------------ | ------------------- | ------------------- | ------------------------------------- |
| 1 | | Yang Zengxin 楊增新 Yáng Zēngxīn (1864–1928)     | 1912                | July 7, 1928        | Quân Phiệt Tân Cương                  |
| 1 | Bị ám sát | Yang Zengxin 楊增新 Yáng Zēngxīn (1864–1928)     |                     |                     |                                       |
| 2 | | Jin Shuren 金樹仁 Jīn Shùrén (1879–1941)         | July 7, 1928        | April 12, 1933      | Quân Phiệt Tân Cương                  |
| 2 | Bị lật đổ trong một cuộc đảo chính. | Jin Shuren 金樹仁 Jīn Shùrén (1879–1941)         |                     |                     |                                       |
| 3 | | Liu Wenlong 劉文龍 Liú Wénlóng (1870–1950)       | April 14, 1933      | September 1933      |                                       |
| 3 | Bị cách chức và bị Thịnh Thế Tài quản thúc tại gia. | Liu Wenlong 劉文龍 Liú Wénlóng (1870–1950)       |                     |                     |                                       |
| – | | Zhu Ruichi 朱瑞墀 Zhū Ruìchí (1862–1934)         | September 1933      | March 5, 1934       |                                       |
| – | Tỉnh trưởng bù nhìn do Thịnh Thế Tài bổ nhiệm và không được chính quyền Trung ương công nhận. Chết khi đang tại nhiệm.                                   | Zhu Ruichi 朱瑞墀 Zhū Ruìchí (1862–1934)         |                     |                     |                                       |
| 4 | | Li Rong 李溶 Lǐ Róng (1870–1940)                 | October 1934        | March 21, 1940      |                                       |
| 4 | Tỉnh trưởng bù nhìn. Chết khi đang tại nhiệm. | Li Rong 李溶 Lǐ Róng (1870–1940)                 |                     |                     |                                       |
| 5 | | Sheng Shicai 盛世才 Shèng Shìcái (1895–1970)     | April 4, 1940       | August 29, 1944     | People's Anti-Imperialist Association |
| | Kuomintang | Sheng Shicai 盛世才 Shèng Shìcái (1895–1970)     | April 4, 1940       | August 29, 1944     |                                       |
| Chỉ được chính quyền Trung ương công nhận là một duban (thống đốc quân sự), Sheng Shicai thực tế là người cai trị Tân Cương từ năm 1933. Năm 1940, chính quyền Trung ương công nhận ông là tỉnh trưởng. Bị cách chức. | | Sheng Shicai 盛世才 Shèng Shìcái (1895–1970)     |                     |                     |                                       |
| 6 | | Wu Zhongxin 吳忠信 Wú Zhōngxìn (1884–1959)       | August 29, 1944     | March 29, 1946      | Kuomintang                            |
| 6 | Từ chức. | Wu Zhongxin 吳忠信 Wú Zhōngxìn (1884–1959)       |                     |                     |                                       |
| 7 | | Zhang Zhizhong 張治中 Zhāng Zhìzhōng (1890–1969) | March 1946          | June 1947           | Kuomintang                            |
| 7 | Bị cách chức. | Zhang Zhizhong 張治中 Zhāng Zhìzhōng (1890–1969) |                     |                     |                                       |
| 8 | | Masud Sabri 麥斯武德 مەسئۇت سابرى (1887–1952)    | June 1947           | January 1949        | Kuomintang                            |
| 8 | Tỉnh trưởng người Duy Ngô Nhĩ đầu tiên và Tỉnh trưởng đầu tiên không phải người Hán ở Trung Quốc trong thế kỷ XX. Được bổ nhiệm trong cuộc nổi loạn Ili. | Masud Sabri 麥斯武德 مەسئۇت سابرى (1887–1952)    |                     |                     |                                       |
| 9 | | Burhan Shahidi 包爾漢 بۇرھان شەھىدى (1894–1989)  | January 1949        | September 26, 1949  | Kuomintang                            |
| 9 | Đầu hàng Giải phóng Quân Nhân dân. | Burhan Shahidi 包爾漢 بۇرھان شەھىدى (1894–1989)  |                     |                     |                                       |

### Văn phòng Chính quyền Tỉnh Tân Cương

#### Tỉnh trưởng Chính quyền Tỉnh
| No. | Portrait         | Name (Birth–death)                            | Term of office | Term of office | Political party |
| --- | ---------------- | --------------------------------------------- | -------------- | -------------- | --------------- |
| 1   |                  | Yulbars Khan 堯樂博士 يۇلبارس خان (1889–1971) | April 11, 1950 | July 27, 1971  | Kuomintang      |
| 1   | Chết khi tại vị. | Yulbars Khan 堯樂博士 يۇلبارس خان (1889–1971) |                |                |                 |

#### Giám đốc, Văn phòng Chính quyền Tỉnh Tân Cương
| No. | Portrait                   | Name (Birth–death)                          | Term of office | Term of office   | Political party |
| --- | -------------------------- | ------------------------------------------- | -------------- | ---------------- | --------------- |
| 1   |                            | Yao Tao-hung 堯道宏 Yáo Dàohóng (1913–1991) | July 27, 1971  | ?                | Kuomintang      |
| 1   | Con trai của Yulbars Khan. | Yao Tao-hung 堯道宏 Yáo Dàohóng (1913–1991) |                |                  |                 |
| 2   |                            | Hou Chi-yu 侯紀峪 Hóu Jìyù                  | ?              | January 16, 1992 | Kuomintang      |
| 2   | Bị bãi bỏ                  | Hou Chi-yu 侯紀峪 Hóu Jìyù                  |                |                  |                 |